# Басманы
Басманы — деревня в Арбажском районе Кировской области России. Входит в состав Арбажского городского поселения.

## География
Деревня находится в юго-западной части Кировской области, на левом берегу реки Кушмара, на расстоянии примерно 10 км (по прямой) к востоку от посёлка Арбаж, административного центра района. Абсолютная высота — 111 м над уровнем моря.
Часовой пояс
Деревня Басманы, как и вся Кировская область, находится в часовой зоне МСК (московское время). Смещение применяемого времени относительно UTC составляет +3:00.

## История
В «Списке населенных мест Российской империи», изданном в 1876 году, населённый пункт упомянут как казённая деревня Басмановская Котельнического уезда (1-го стана), при речке Кушмара, расположенная в 76 верстах от уездного города Котельнич. В деревне насчитывалось 14 дворов и проживало 131 человек (60 мужчин и 71 женщина).

В 1926 году население деревни составляло 363 человека (162 мужчины и 201 женщина). Насчитывалось 63 хозяйства (из которых 60 крестьянских). В административном отношении входила в состав Чернушинского сельсовета Пижанской волости Яранского уезда.

## Население
| 2010 |
| ---- |
| 105  |

Гендерный состав
По данным Всероссийской переписи населения 2010 года, в гендерной структуре населения мужчины составляли 52,4 %, женщины — соответственно 47,6 %.
Национальный состав
Согласно результатам переписи 2002 года, в национальной структуре населения русские составляли 98 %.

## Улицы
- ул. Зелёная,
- ул. Новая,
- ул. Совхозная,
- ул. Юбилейная[7].

## Известные уроженцы
- Наймушин, Игнат Михайлович (1915—1979) — советский военнослужащий, старший сержант. Полный кавалер ордена Славы.